# 힐즈 아이즈
《힐즈 아이즈》(영어: The Hills Have Eyes)는 미국에서 제작된 알렉상드르 아자 감독의 2006년 공포 영화이다. 1977년 영화 《공포의 휴가길》의 리메이크 작품이다. 에런 스탠퍼드 등이 출연하였고, 웨스 크레이븐 등이 제작에 참여하였다.
2006년 3월 10일 미국과 영국 극장에서 개봉되었다. 무삭제 DVD판이 2006년 6월 20일 출시되었다. 다음해인 2007년에 속편 《힐즈 아이즈 2》가 나왔다.

## 출연
- 에런 스탠퍼드
- 캐슬린 퀸런
- 비네사 쇼
- 에밀리 더래빈
- 댄 버드
- 톰 바우어
- 빌리 드래고
- 로버트 조이
- 테드 러바인
- 에즈라 버징턴
- 마이클 베일리 스미스
- 그레그 니커테로

## 기타 제작진
- 라인 제작: 이니고 레치
- 배역: 마크 베넷
- 미술: 조지프 C. 네멕 3세
- 의상: 대니 글리커
- 특수 분장: 그레그 니커테로, 하워드 버거
- 특수 효과: 제이미슨 고에이